# Abel Dhaira
Abel Dhaira (ur. 9 września 1987, zm. 27 marca 2016) – ugandyjski piłkarz występujący na pozycji bramkarza. Reprezentant Ugandy.
Zawodnik od 2011 roku występował w islandzkim klubie Vestmannaeyja. W reprezentacji Ugandy zadebiutował w 2009 roku, łącznie rozegrał w niej trzynaście meczów.
Zmarł 27 marca 2016 w wyniku nowotworu jamy brzusznej.